# Casa Sports
Casa Sports de Ziguinchor – senegalski klub piłkarski grający w senegalskiej pierwszej lidze, mający siedzibę w mieście Ziguinchor.

## Sukcesy
- I liga[1]:
  - mistrzostwo (2): 2012, 2022

- Puchar Senegalu[2]:
  - zwycięstwo (4): 1979, 2011, 2021, 2022
  - finał (4): 1980, 2013, 2015, 2016

- Puchar Ligi Senegalskiej[2]:
  - zwycięstwo (2): 2010, 2013

## Występy w afrykańskich pucharach
| Sezon     | Rozgrywki                 | Runda   | Kraj          | Klub            | Dom | Wyjazd | Dwumecz      |
| --------- | ------------------------- | ------- | ------------- | --------------- | --- | ------ | ------------ |
| 1980      | Puchar Zdobywców Pucharów | 1       | Gwinea Bissau | Bula FC         | 5–1 | 1–0    | 6–1          |
| 1980      | Puchar Zdobywców Pucharów | 2       | Algieria      | NA Hussein Dey  | 1–1 | 0–2    | 1–3          |
| 2008      | Puchar Konfederacji       | 1       | Nigeria       | Dolphins FC     | 2–0 | 0–0    | 2–0          |
| 2009      | Liga Mistrzów             | wstępna | Mali          | Djoliba AC      | 1–0 | 0–4    | 1–4          |
| 2012      | Puchar Konfederacji       | wstępna | Gambia        | Gamtel FC       | 1–0 | 0–1    | 1–1 (k. 3–4) |
| 2013      | Liga Mistrzów             | wstępna | Maroko        | Moghreb Tétouan | 1–0 | 0–1    | 1–1 (k. 3–1) |
| 2013      | Liga Mistrzów             | 1       | Mali          | Stade Malien    | 1–2 | 0–2    | 1–4          |
| 2022/2023 | Liga Mistrzów             | 1       | Algieria      | JS Kabylie      | 1–0 | 0–3    | 1–3          |

## Stadion
Domowe mecze klub rozgrywa na stadionie o nazwie Stade Aline Sitoe Diatta w Ziguinchorze, który może pomieścić 10 000 widzów.

## Reprezentanci kraju grający w klubie od 1990 roku
Stan na styczeń 2023.
| - Mamadou Gando Bâ - Stéphane Badji - Younouss Badji - Youssouph Badji - Sylvestre Coly - Victor Demba Bindia - Mamadou Danfa - Lamine Diadhiou - Abdoulaye Diallo - Abdoulaye Diédhiou - Ousmane Diouf - Aliou Badara Faty - Alassane Faye - Boubacar Gassama - Pape Gningué - Nicolas Jackson - Mamading Kidiéra - Malick Mané - Ousmane Mané - Moussa Marone - Dominique Mendy - Khadim N’Diaye - Jean-Jacques Ndécky | - Raymond Ndour - Abdou Karim Sané - Cherif Sané - Pape Sané - Abdoulaye Seck - Abdou Seydi - Alpha Oumar Sow - Alioune Tendeng - Atanas Tendeng - Émile Tendeng - Ethane Tendeng - Mamadou Tew - Khadim Thioub - Mame Saher Thioune - Mody Traoré - Assan Ceesay - Matarr Ceesay - Saloum Faal - Alieu Jatta - Sang Pierre Mendy - Ngine Njie - Basile de Carvalho - Sumaila Djatá |